# Robin Vik
Robin Vik est un joueur de tennis professionnel tchèque, né le 5 février 1980 à Hradec Králové (République tchèque).
À l’heure actuelle, il n’a pas remporté de tournoi sur le circuit ATP.

## Résultats en Grand Chelem

### En simple
| Année | Open d'Australie | Open d'Australie | Roland-Garros | Roland-Garros | Wimbledon | Wimbledon     | US Open  | US Open        |
| ----- | ---------------- | ---------------- | ------------- | ------------- | --------- | ------------- | -------- | -------------- |
| 2005  | -                | -                | 2e tour       | Carlos Moyà   | -         | -             | 1er tour | Olivier Rochus |
| 2006  | 1er tour         | Lleyton Hewitt   | 1er tour      | Florent Serra | 1er tour  | Florian Mayer | 1er tour | Marat Safin    |

### En double
| Année | Open d'Australie   | Open d'Australie          | Roland-Garros      | Roland-Garros                  | Wimbledon          | Wimbledon                 | US Open            | US Open                  |
| ----- | ------------------ | ------------------------- | ------------------ | ------------------------------ | ------------------ | ------------------------- | ------------------ | ------------------------ |
| 2006  | 1er tour Tomáš Zíb | Paul Hanley Kevin Ullyett | 2e tour Petr Pála  | Alexander Peya Björn Phau      | 3e tour Cyril Suk  | Martin Damm Leander Paes  | 1er tour Petr Pála | Martin Damm Leander Paes |
| 2007  | -                  | -                         | 1er tour Cyril Suk | Olivier Rochus Kristof Vliegen | 1er tour Cyril Suk | Benjamin Becker Petr Pála | -                  | -                        |